# Triazano
Il triazano, o amminoidrazina è un composto inorganico con formula chimica NH2NHNH2 (oppure H2NN(H)2NH2 o N3H5).
Il triazano è il terzo azano aciclico più semplice (i primi sono l'ammoniaca e l'idrazina). Può essere sintetizzato dall'idrazina ma è instabile e non si può isolare come base libera, ma solo come un sale come il solfato di triazanio. I tentativi di convertire i sali di triazanio nella base libera generano solo diimmide e ammoniaca.

## Sintesi
Il triazano è stato sintetizzato la prima volta come ligande dello ione complesso dell'argento:
tris(μ2-triazano-κ2N1,N3)diargento(2+).
Il triazano può essere ottenuto per reazione di ammoniaca in una zeolite con rivestimento argentato.
Può anche essere ottenuto sotto forma di cloridrato per reazione di idrazina con cloramina in etere. Questo è instabile e decade 
immediatamente.
{\displaystyle \mathrm {N_{2}H_{4}+NH_{2}Cl\longrightarrow N_{3}H_{5}\cdot HCl} }

## Composti del triazano
Molti composti, che contengono lo schema del triazano oggi sono noti, uno dei più notevoli è 1-metil-1-nitrosoidrazina, 
prodotto dalla reazione senza solventi di metilidrazina e un nitrito alchile:
CN2H6 + RNO2 → CN3H5O + RHO
1-Metil-1-nitrosoidrazina è un solido incolore, sensibile agli urti, ma non sensibile all'attrito e si fonde a 45 °C prima di decomporsi a 121 °C. In confronto al trinitrotoluene, questo composto è più sensibile all'impatto, ma meno sensibile all'attrito.